# Kassopaia
Kassopaia (in greco Κασσωπαία?) è un ex comune della Grecia nella periferia delle Isole Ionie (unità periferica di Corfù) con 2 787 abitanti secondo i dati del censimento 2001.
È stato soppresso a seguito della riforma amministrativa, detta Programma Callicrate, in vigore dal gennaio 2011 ed è ora compreso nel comune di Corfù.

## Località
Il comune è suddiviso nelle seguenti comunità (i nomi dei villaggi tra parentesi):
- Gimari (Gimari, Vlachatika, Kavalleraina, Kalami, Kentroma, Plagia, Rachi)
- Kassiopi (Kassiopi, Agios Georgios, Imerolia, Kellia, Lithiasmenos, Pigi, Plateia, Podolakkos, *Psyllos dyo, Psyllos ena)
- Nisaki (Nisaki, Apolysoi, Vinglatouri, Katavolos)
- Sini (Agnitsini, Agios Stefanos Kassiopi, Vingla, Karyotiko, Kokkini, Kokkokylas, Kremithas, *Mengoulas, Porta, Rou, Santa, Sarakinatika, Tritsi)